# Meilogu
Il Meilogu è una regione storico-geografica della Sardegna che può essere considerata una sub-regione del Logudoro. Il nome significa "luogo di mezzo": infatti si trovava esattamente al centro del giudicato di Torres. In questo territorio si trova la cosiddetta valle dei Nuraghi dove spicca l'importante zona archeologica del nuraghe Santu Antine, chiamato la reggia nuragica per la sua imponenza e per la sua eleganza. Thiesi  rappresenta il comune principale del territorio.

## Morfologia
Il territorio del Meilogu è prevalentemente vulcanico e i coni vulcanici ne rendono l'aspetto singolare nel contesto di terra geologicamente antica, tanto che il generale naturalista Alberto La Marmora l'aveva denominata Alvernia sarda. 
I suoi suoli sono per questo tra i più fertili dell'isola.
Le principali vette sono il monte Santo, il monte Pelau e il monte Traessu, tutti vulcani spenti di altezza poco superiore ai 700 metri.

## Storia
L'area geografica definita dal coronimo Meilogu ha variato notevolmente dal Basso Medioevo ai giorni nostri.
In epoca giudicale il Meilogu era una curatoria del giudicato di Torres. Per quanto attigua, la curatoria di Meilogu era del tutto distinta da quella di Ardara-Oppia, come risulta dai condaghi di San Pietro di Silki e di San Michele di Salvenero. Le due curatorie furono riunite, intorno alla metà del XIV secolo, in una sola incontrada di Ardara e Meilogu, o più semplicemente incontrada di Meilogu, come si evince da un rilevamento del 1349, afferente ai possedimenti sardi dei Doria, e, soprattutto, dall'Ultima Pax Sardiniae del 1388. L'originaria curatoria di Meilogu comprendeva, pressappoco, gli attuali comuni di Banari, Siligo, Bonnanaro, Torralba e Borutta. La curatoria di Ardara-Oppia includeva, invece, gli odierni comuni di Ardara, Mores e Ittireddu.
Nel 1421 il re Alfonso V d'Aragona donò l'intera incontrada di Meilogu a Bernardo Gilalberto de Centelles.  Verso il 1442 tale incontrada fu dunque smembrata in tre parti: il feudo di Oppia, poi marchesato di Mores (Ardara, Mores, Lacchesos, Todoracche e Ittireddu); il feudo di Càpula, in seguito marchesato di Cea e successivamente contea di Villanova Montesanto (Càpula, Siligo, Banari, Cherchedu e Villanova Montesanto); il feudo di Meilogu, più tardi marchesato di Torralba e ulteriormente marchesato di Valdecalzana (Bonnanaro, Torralba e Borutta). Questi tre feudi vennero definitivamente aboliti intorno al 1840.
Nel corso del primo quarto della seconda metà del Novecento, sebbene non ancora ben delimitata, la regione storico-geografica (o sub-regione) del Meilogu si allargò progressivamente fino a comprendere i ventidue comuni di Ardara, Mores, Ittireddu (antica curatoria di Ardara-Oppia), Banari, Siligo, Bonnanaro, Torralba, Borutta (antica curatoria di Meilogu), Thiesi, Cheremule, Bessude, Giave, Cossoine (antica curatoria di Cabuabbas), Pozzomaggiore, Padria, Mara, Romana, Monteleone Rocca Doria, Villanova Monteleone, Montresta (antica curatoria di Nurcara-Monteleone), Bonorva con Rebeccu e Semestene (antica curatoria di Costa de Addes,  chiamata erroneamente Costavalle). Con tutto ciò, all'interno di tale zona abbastanza omogenea, alcuni geografi hanno individuato il cosiddetto "paese di Villanova", il quale raggruppava i comuni di Villanova Monteleone, Monteleone Rocca Doria, Romana, Pozzomaggiore, Padria e Mara (antica curatoria di Nurcara-Monteleone, pur senza l'ormai planargese Montresta, o attuale Unione dei comuni del Villanova con l'aggiunta di Pozzomaggiore).

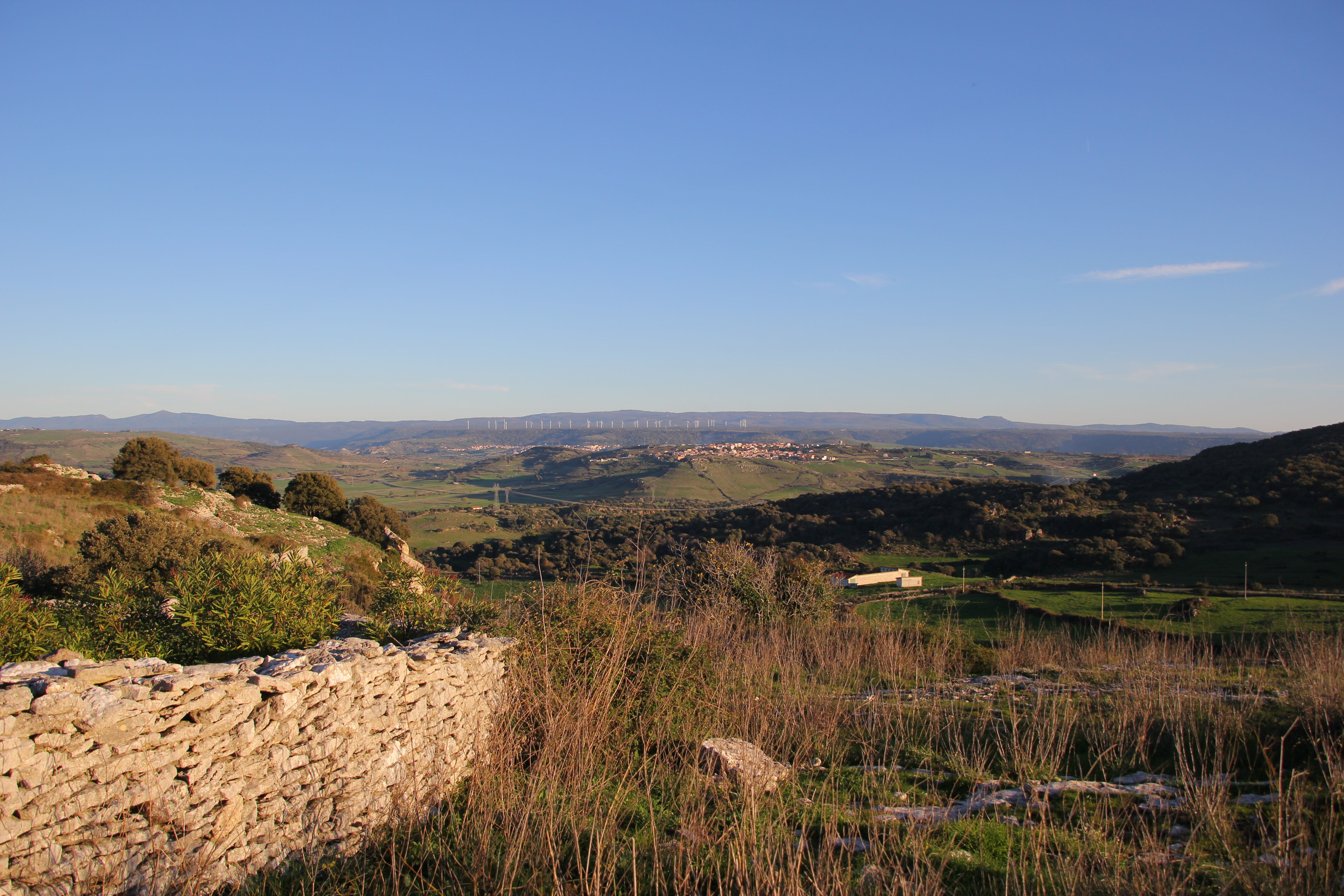
Vista su Cossoine

Dal 1976 in poi, tuttavia, la superficie territoriale del Meilogu contemplò i soli quindici comuni del Comprensorio n. 5 del Logudoro-Meilogu (sede a Thiesi), dal momento che la sub-regione venne gradualmente identificata col predetto ente intermedio (per quanto soppresso nel 1993): Banari, Bessude, Siligo, Bonnanaro, Torralba, Borutta, Thiesi, Cheremule, Giave, Cossoine, Bonorva, Semestene, Pozzomaggiore, Padria e Mara.
Sempre dal 1976, i comuni di Ardara, Mores e Ittireddu erano stati aggregati al Comprensorio n. 6 (sede a Ozieri) costituendo successivamente la sub-regione del Monteacuto.
Nel 2008 i primi tredici dei predetti comuni sono entrati a far parte dell'Unione dei comuni del Meilogu con sede a Bonorva, mentre Padria e Mara avevano invece preferito aderire all'Unione dei Comuni di Villanova Monteleone, Monteleone Rocca Doria e Romana. 
Il 3 giugno 2024 a Bonorva è stato costituito il Distretto Rurale del Mejlogu, con l'adesione dei tredici comuni (quelli del Comprensorio n. 5 dell'ex Logudoro-Meilogu esclusi Padria e Mara). Il percorso del neo distretto sarà seguito dai tecnici dell’Agenzia agricola LAORE Sardegna e dal Dipartimento di Agraria dell’Università di Sassari.